# Valentyn Vassianovytch
Valentyn Myolaïovytch Vassianovytch (en ukrainien : Валентин Миколайович Васянович ; transcription anglophone : Valentyn Mykolayovych Vasyanovych), né le 21 juillet 1971 à Jytomyr, est un réalisateur et producteur de cinéma ukrainien.

## Formation
Valentyn Vassianovytch naît le 21 juillet 1971 à Jytomyr, en RSS d'Ukraine.
Il étudie à l'université nationale Karpenko-Kary de théâtre, de cinématographie et de télévision de Kiev, où il obtient un diplôme de réalisateur et documentariste. Il suit de 2006 à 2007 une formation à l'école de réalisateurs Andrzej-Wajda (Pologne).

## Distinctions
Son documentaire, Crépuscule sorti en 2014 est cité dans la Liste des 100 meilleurs films de l'histoire du cinéma ukrainien, le film de 2017 Black Level a été sélectionné comme représentant ukrainien pour l'Oscar du meilleur film international à la 90e cérémonie des Oscars, mais il n'a pas été nommé. Il reçoit le Grand Prix lors du Festival international de films de Fribourg 2018.
Son film Atlantis de 2019 a été sélectionné comme représentant ukrainien pour l'Oscar du meilleur film international à la 93e cérémonie des Oscars. Il reçoit le prix Orizzonti lors de la Mostra de Venise 2019, le Grand Prix Listapad d'or du meilleur film au festival Listapad 2019 et le prix spécial du jury lors du festival international du film de Tokyo 2019. Il est également en compétition au festival de cinéma européen des Arcs 2019 et au festival GoEast 2020.

## Filmographie
- 2004 : Proty sontsia (court-métrage documentaire)
- 2012 : Zvytchaïna sprava
- 2013 : Kredens
- 2014 : Crépuscule (Присмерк, documentaire)
- 2017 : Black Level (Riven tchornoho)
- 2019 : Atlantis
- 2021 : Reflection (Vidblysk)